# 池西言水
池西 言水（いけにし ごんすい、慶安3年（1650年） - 享保7年9月24日（1722年11月2日））は、江戸時代初期の俳人。本名は池西則好、通称は八郎兵衛、別号は兼志、紫藤軒、洛下童、鳳下堂。松尾芭蕉と同時代の俳人である。「木枯の言水」とも呼ばれた。彼の凩(木枯らし)と海の句にならって、夏目漱石、芥川龍之介も凩と海の句を読んでいる。

## 来歴
大和国奈良に生まれる。曽祖父の千貫屋久兵衛は奈良大年寄を務めた家系で、父も俳諧を嗜んだと伝えられ、言水も16歳で法体して俳諧に専念したと伝えられる。
江戸に出た年代は不詳であるが、延宝年間に大名俳人の内藤風虎のサロンで頭角を現した。1678年（延宝6年）に第一撰集、『江戸新道』を編集した。その後『江戸蛇之鮓』『江戸弁慶』『東日記』などを編集し、岸本調和、椎本才麿の一門、松尾芭蕉一派と交流した。1682年（天和2年）3月、京都に移り、『後様姿』を上梓した後、北越、奥羽に旅し、1684年（天和4年）まで西国、九州、出羽・佐渡への3度の地方行脚をおこなった。1687年（貞享4年）、伊藤信徳、北村湖春、斎藤如泉らと『三月物』を編集した。但馬豊岡藩主・京極高住と交流した。1690年（元禄3年）『都曲』を編集する一方、当時流行し始めた前句付、笠付などの雑俳にも手を染めた。
追善句集に『海音集』『其木がらし』がある。

## 代表句
- 菜の花や淀も桂も忘れ水
- 高根より礫うち見ん夏の湖
- 凩の果てはありけり海の音